# Basilica di San Salvatore (Rennes)
La basilica di San Salvatore (in francese: basilique Saint-Sauveur de Rennes) è una chiesa cattolica di Rennes, nel dipartimento dell'Ille-et-Vilaine. Dal 1916 ha la dignità di basilica minore e nel 1942 è stata inscritta nel registro dei Monumenti storici di Francia.

## Storia

### Origini
L'attuale chiesa fu costruita all'inizio del XVIII secolo al posto di una cappella le cui origini si confondono con quelle della città. Le prime tracce scritte citano una cappella di San Salvatore a Rennes datata al XII secolo. Essa era allora compresa nella parrocchia della chiesa di Tutti i Santi di Rennes. Il capitolo di Rennes ne fece dono alla badessa di San Giorgio di Rennes, Mathée de Corcop, nel gennaio del 1230.

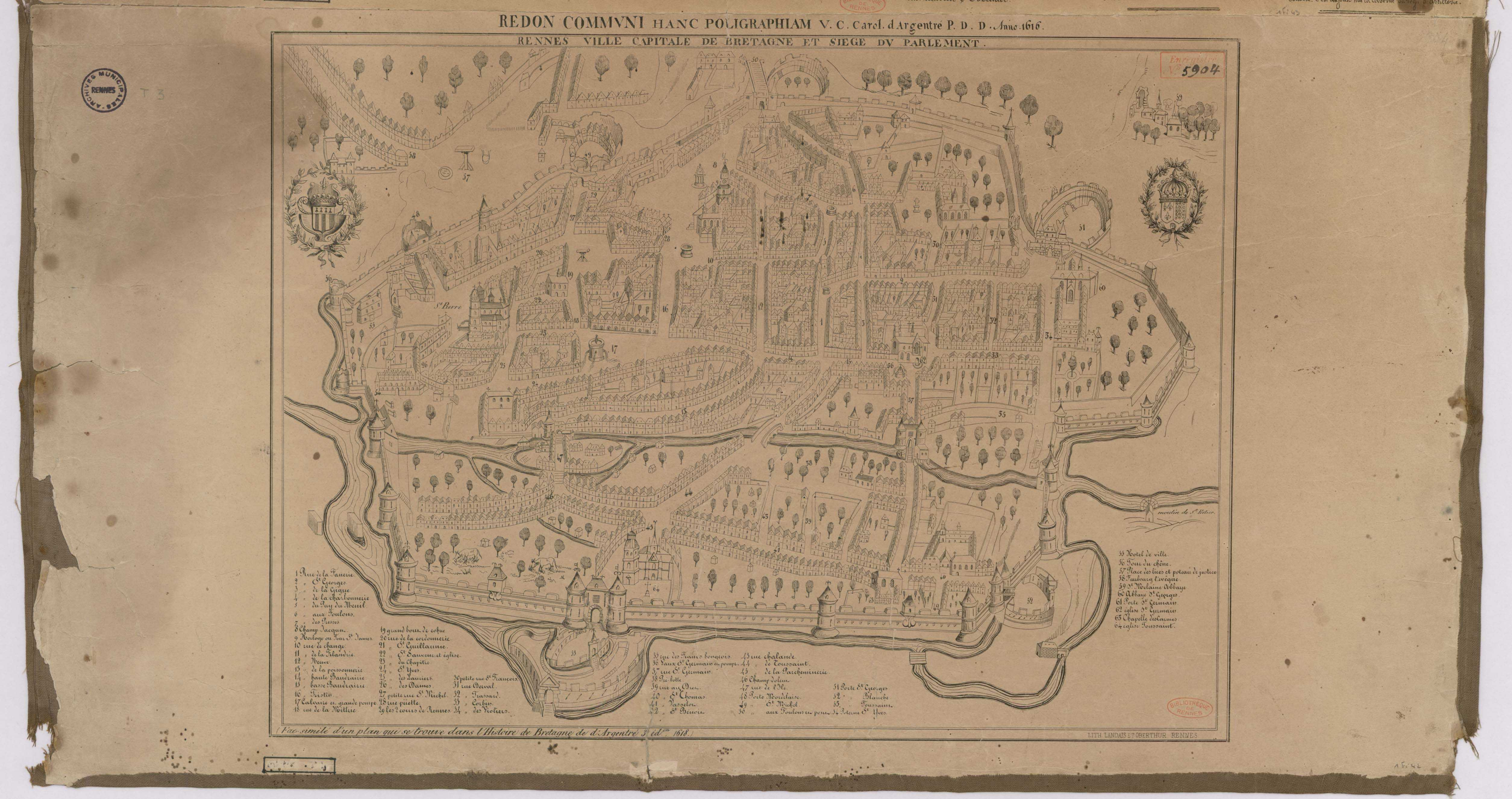
Pianta di Rennes del 1618. L'antica chiesa è segnata con il n. 19.

La chiesa si sviluppò al ritmo della città durante i secoli successivi, arricchendosi di mobilia e di ulteriori parti: una torre nolare, un nuovo altare, trabeazioni che sostenevano un crocifisso e immagini di santi, pilastri che sostenevano un'ostensione. A partire dal miracolo avvenuto secondo la tradizione nel 1357, il culto della Madonna ebbe uno sviluppo particolare.
Con l'incremento della popolazione, si fece sentire la necessità di scindere la parrocchia di Tutti i Santi, di cui San Salvatore era ancora una dipendenza. In conformità alle richieste dei parrocchiani formulate nel 1632, il vescovo di Rennes, Charles-François de La Vieuville eresse San Salvatore a chiesa parrocchiale nel 1667. Questa decisione fu confermata dal Parlamento di Bretagna con un decreto del 7 ottobre 1667 nonostante l'opposizione del rettore di Tutti i Santi. Nel 1670 fu fondata una confraternita per iniziativa di san Giovanni Eudes in onore di Nostra Signora dei Miracoli e Virtù e del Sacro Cuore di Maria.

### Ricostruzione

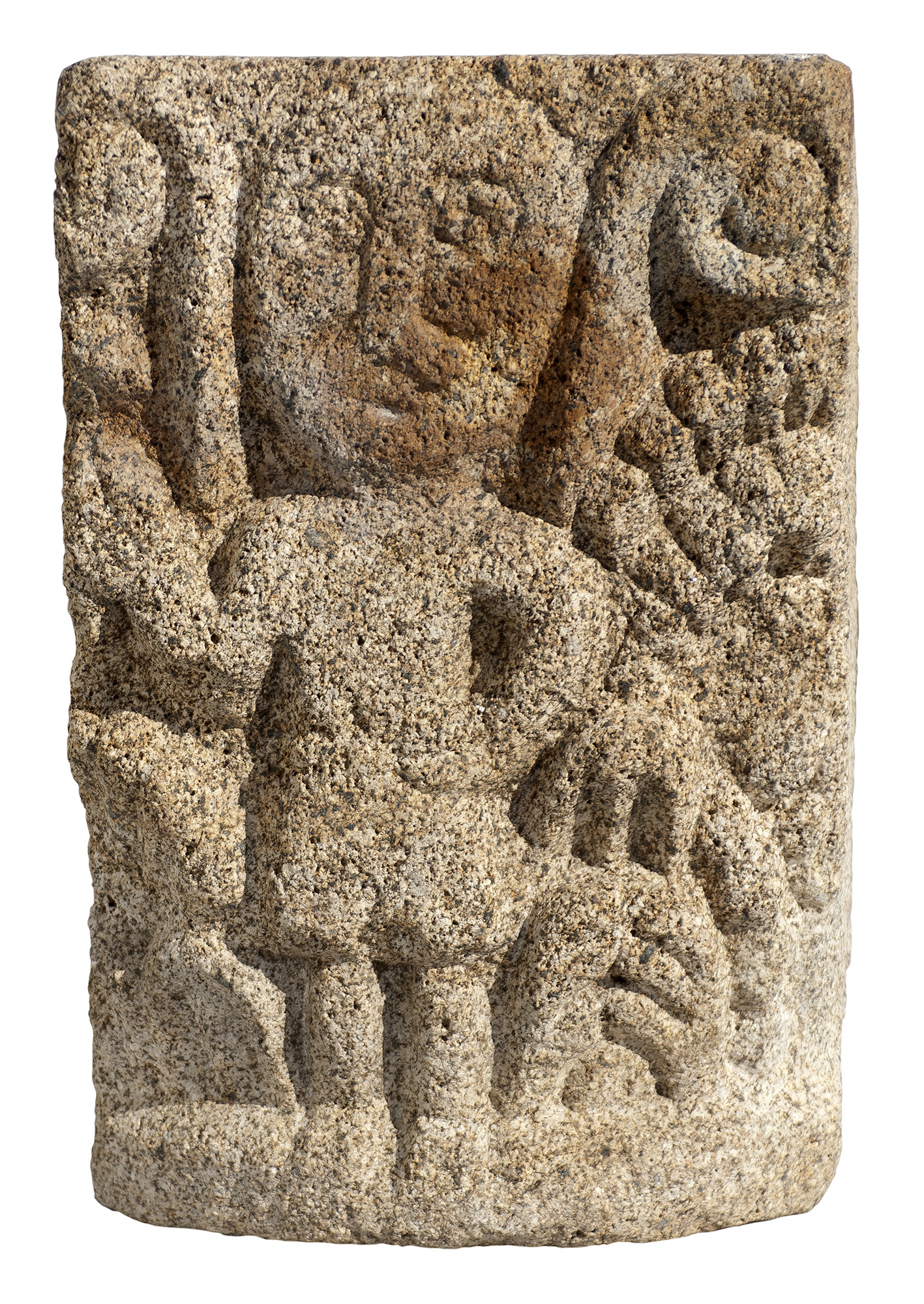
Capitello datato dal XII secolo, proveniente dall'antica chiesa e conservato nel museo di Bretagna.

Il 7 marzo 1682, il pignone ovest dell'edificio crollò, rendendo la chiesa inagibile al culto. Dopo alcuni mesi durante i quali l'eucaristia viene portata alla cappella di San Giacomo, il culto riprese nella chiesa parzialmente demolita.
I parrocchiani sollecitavano a gran voce la ricostruzione della chiesa. Ci vollero nove anni per raccogliere i fondi e acquistare i terreni adiacenti. La prima pietra fu posata il 24 luglio 1703 dall'Intendente di Bretagna Louis Béchameil de Nointel.
Nel 1710 venne organizzata una lotteria reale per tentar di raccogliere 36 000 lire tornesi a beneficio del cantiere.
I progetti furono realizzati dall'architetto François Huguet, responsabile anche del completamento delle torri della vicina Cattedrale di San Pietro di Rennes e della cappella di Saint-Ives. Secondo il desiderio generale della parrocchia, il culto non fu interrotto durante i lavori. L'architetto decise di orientare la nuova chiesa da est a ovest, al contrario della precedente. Questo nuovo orientamento permetteva di aprire la facciata sull'estremità del piazza della cohue (piazza sulla quale si teneva un gran mercato, cohue in linguaggio bretone, occupava fino al 1720 il posto delle attuali rue de Clisson e place Saint-Sauveur). I lavori ebbero inizio dal coro: una volta realizzato questo, il Santo Sacramento vi fu traslato e l'antica chiesa fu finalmente demolita. Di essa è rimasto solo un capitello scolpito raffigurante una persona in piedi, datato XII secolo e conservato ora nel Museo di Bretagna.
La nuova chiesa fu consacrata il 5 agosto 1719, quando il solo coro e una crociera erano terminati. L'incendio di Rennes del 1720 distrusse i mobili e la vecchia copertura, che crollò, ma i lavori di ricostruzione nel cantiere non furono interrotti. 
La gran parte dei lavori terminò nel 1728. François Huguet morì nel 1730 e più architetti gli succedettero nel completamento dell'edificio. L'architetto François Forestier de Villeneuve apportò un'importante modifica al luogo: la distruzione della piazza del grand bout de la Cohue, che fu sostituita dalla rue de Clisson e dalla place Saint-Sauveur, e l'apertura della rue du Guesclin nell'asse della chiesa, che portarono a ridisegnare la facciata per integrarla nella nuova prospettiva. Il portale previsto non fu modificato. Per motivi economici, il risultato finale fu tuttavia meno ambizioso del progetto di Huguet.
Antoine Forestier detto il Giovane predispose il progetto della cupola della torre, mentre Daniel Chocat de Grandmaison realizzò quello del campanile nel 1741. La conduzione dei lavori da parte del Forestier è attestata nel 1758.
L'altar maggiore, simbolizzante la fine dei lavori, fu consacrato nel 1768.

### Durante la rivoluzione

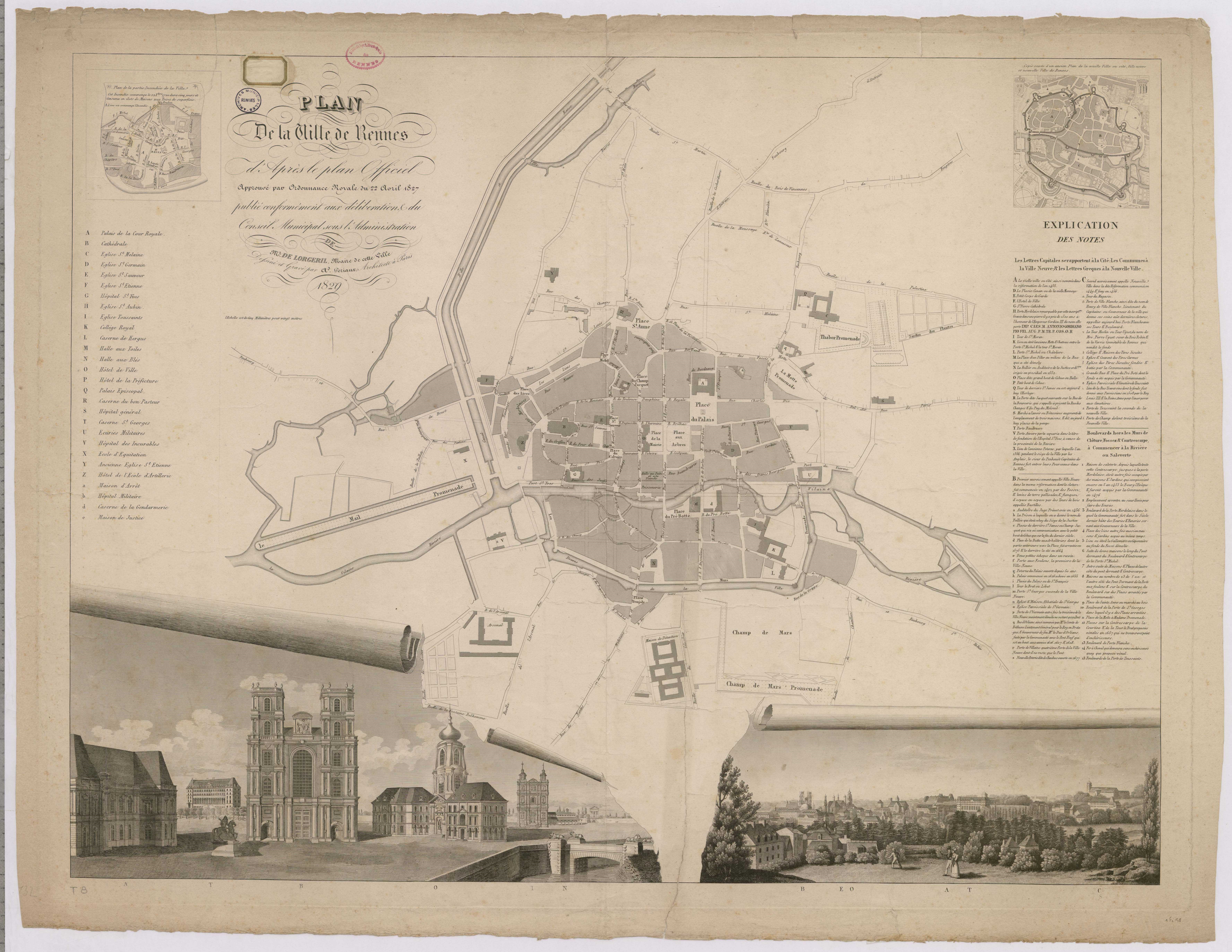
Pianta di Rennes nel 1829. La nuova chiesa è indicata con la lettera E.

La rivoluzione francese interruppe i lavori di ricostruzione della Cattedrale di San Pietro, distrutta nel 1768.
Il vescovo costituzionale Claude Le Coz stabilì allora la sede episcopale nella chiesa di San Salvatore. Con l'instaurazione del Terrore e l'arrivo di Jean-Baptiste Carrier a Rennes il 1 settembre 1793, il culto costituzionale ebbe fine e Claude Le Coz fu incarcerato. La chiesa di San Sauveur divenne allora il tempio della Ragione, poi il tempio dell'Ente Supremo nel 1794. La statua miracolosa di Notre Dame fu distrutta in quel periodo.. L'edificio divenne luogo di pubbliche assemblee, vi si annunciò, fra l'altro, la conferma di Jean Leperdit nel ruolo di sindaco della città dopo la fine del Terrore. Nel 1795, dopo l'autorizzazione all'esercizio pubblico del culto cattolico da parte della Convenzione nazionale, una petizione di cittadini chiese, senza successo, la restituzione della chiesa. Saint-Sauveur non fu ufficialmente resa al culto che il 30 settembre 1802 dal prefetto dell'Ille-et-Vilaine, Jean-Joseph Mounier.

### Storia recente
Nel corso del XIX secolo l'arredamento si arricchì con l'arrivo del nuovo altar maggiore (1827–1829), di un candelabro pasquale (1846), di una via crucis (1860) e dell'organo del coro (1894).
L'architetto Leroux realizzò un primo restauro nel 1842, allo scopo di rinfrescare l'interno e apportarvi alcune finiture. Le statue dei santi Pietro e Paolo, di Jean-Baptiste Barré, comparvero da una parte e dall'altra del coro. Gli altari del Sacro Cuore, di san Luigi e di sant'Anna furono rifatti e ricevettero nuovi retabli. L'abate Marie-Joseph Brune eseguì un secondo restauro a partire dal 1870. Nel 1875 egli creò l'altare dedicato a Nostra Signora dei Miracoli e delle Virtù, nella navata laterale nord.
Nel 1876 poi furono installate tre campane nella torre. Infine, nel 1886, una tassellatura in ceramica sostituì quella originale in terracotta.. La chiesa sostenne anche, tra il 1832 e il 1855, un telegrafo Chappe: la stazione 4 di Rennes e il numero 10 della linea Avranches-Nantes.
Con il ripristino del culto di Nostra Signora dei Miracoli, la chiesa fu consacrata il 12 ottobre 1912 da papa Pio X. Essa fu elevata al rango di basilica minore il 27 aprile 1916 da papa Benedetto XV. A disposizione degli occupanti di religione cattolica durante l'occupazione di Rennes, l'edificio è stato iscritto tra i monumenti storici di Francia il 2 marzo 1942.

### I miracoli
La tradizione vuole che quattro miracoli, attribuiti alla Madonna, abbiano segnato la vita di questa chiesa e sono oggetto di una devozione particolare.
Scoperta di una galleria inglese durante l'assedio del 1357.
Durante la guerra di successione bretone, la città fu posta sotto assedio dalle truppe inglesi e la città si aspettava un attacco nemico per via sotterranea. Secondo una tradizione popolare, nella notte dell'8 febbraio 1357, le campane si misero improvvisamente a suonare e i ceri si accesero spontaneamente. I difensori della città avrebbero allora scoperto la statua di Nostra Signora, che indicava una lastra sul suolo. Scavando in quel punto, scoprirono una galleria scavata dalle truppe inglesi per entrare nella città e conquistarla e così respinsero l'invasione..
L'incendio del 1720

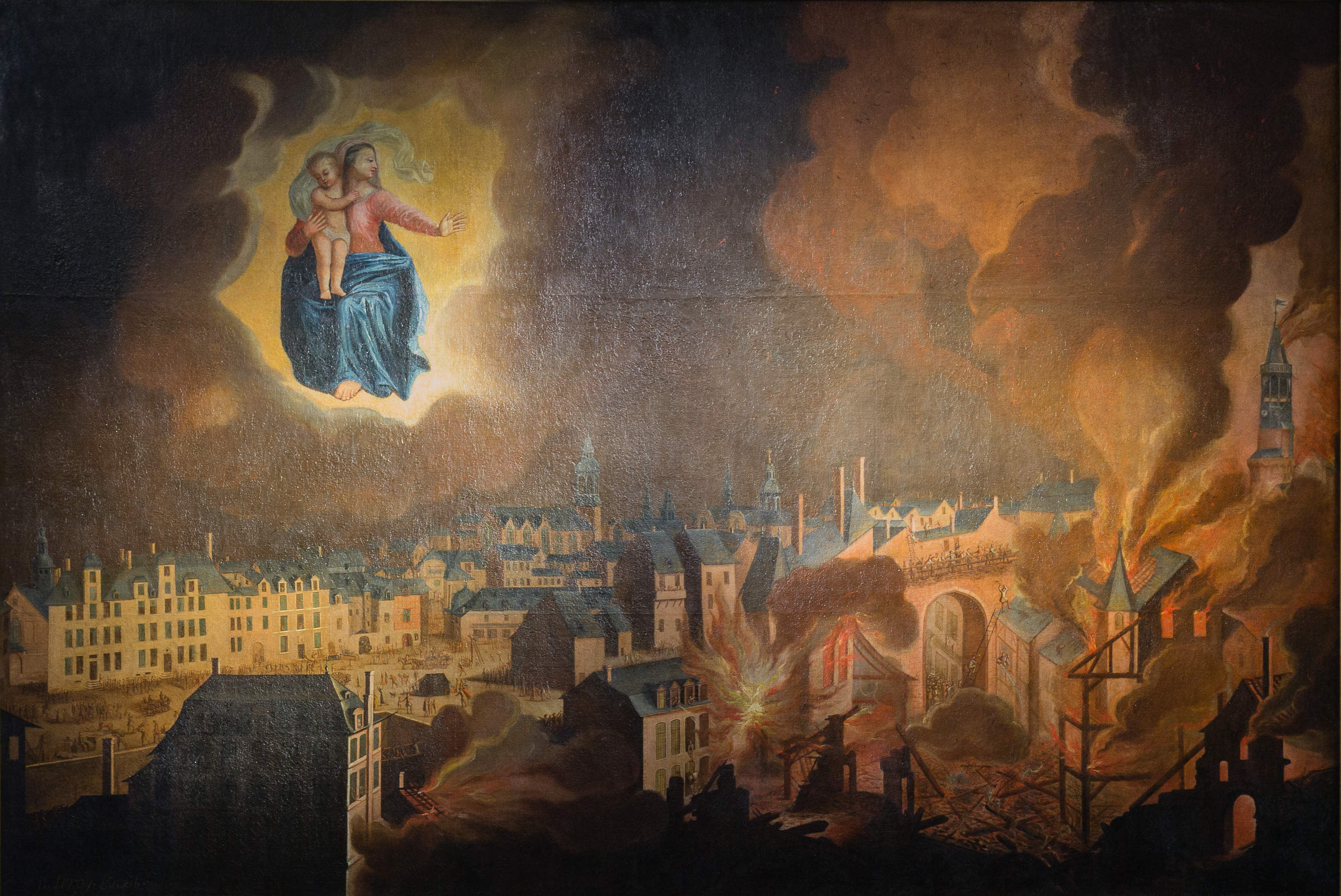
Quadro votivo rappresentante Nostra Signora che ferma l'incendio di Rennes del 1720

In occasione dell'incendio cittadino del 1720, nonostante il crollo del tetto e la distruzione di una parte dell'arredamento, la stessa statua fu ritrovata intatta. Il popolo attribuisce alla Vergine l'arresto dell'incendio.

#### Guarigione di Marie Richelot del 18 febbraio 1742
Un processo verbale anonimo riferisce la guarigione istantanea di Marie Richelot nel corso di una messa il 18 febbraio 1742. La giovane donna soffriva al ginocchio destro dal 20 settembre 1738. Il suo ev-voto, un quadro che la raffigura, è stato conservato.

#### Guarigione di Magdeleine Morice nel 1761
I registri delle delibere generali della parrocchia citano la guarigione istantanea di Magdeleine Morice, colpita da gangrena al piede destro, nel corso di una messa il mercoledì di Pasqua del 1761. Un processo verbale istituito su richiesta dell'interessata è conservato negli archivi di Porcaro, ma nessuna inchiesta canonica ebbe seguito..

## Architettura

### L'esterno

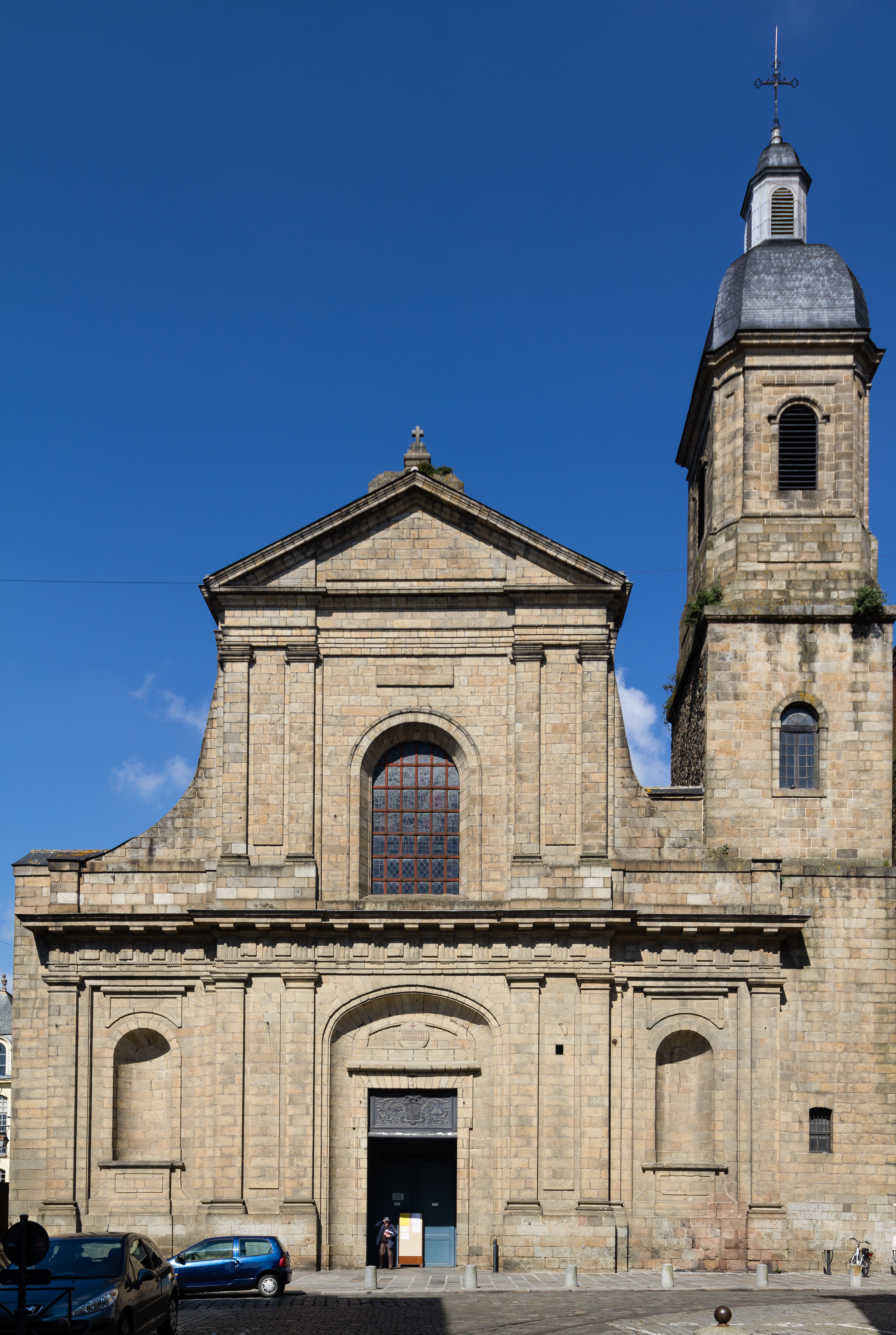
La facciata della basilica e la torre annessa.

Le stile esterno dell'edificio ricorda, in scala minore, quello della chiesa del Gesù, a Roma, o della basilica di Nostra Signora delle Vittorie, a Parigi. Di superficie modesta, la chiesa ha la pianta a forma di croce latina con frastagliature multiple e due navate laterali, un'abside ad angoli smussati e un transetto poco sporgente.. Se il progetto originale prevedeva un portale molto sporgente a doppie colonne, l'incendio del 1720 ha comportato una modifica dei progetti della facciata: il portale definitivo, a paraste accoppiate poco sporgenti e più modeste. La porta, ad architrave in piattabanda, è sormontata da un arco a manico di paniere il cui timpano porta il nome della chiesa in latino: CHRISTO SALVATORI (Cristo salvatore). Una tavoletta nell'architrave porta l'arme e la divisa della chiesa (lat.: Ad Jesum per Mariam, cioè «A Gesù attraverso Maria»). 

Stemma della chiesa.

Da una parte e dall'altra due nicchie semicircolari inquadrate da pilastri sono destinate a ricevere statue, ma sono state lasciate vuote. Su un fregio nudo, sormontato da una cornice, il secondo livello non comprende altro che una grande finestra a tutto sesto tra due paia di pilastri e due alette. Infine un architrave apparecchiata sostiene un frontone triangolare rialzato, dotato di un coronamento che porta una croce. L'insieme appartiene all'ordine tuscanico. Questa facciata "all'italiana" a ordini sovrapposti tipica del XVIII secolo si ritrova in altri edifici contemporanei: la chiesa del Val-de-Grâce, la basilica di Nostra Signora delle Vittorie, il chiostro e la chiesa (oggi luterana) dei Billetes e la chiesa di San Tommaso d'Aquino a Parigi. A Rennes due altri edifici erano già stati costruiti con una facciata dello stesso tipo: la chiesa del convento della Visitazione, nel 1662, e la chiesa del convento degli agostiniani (divenuta chiesa di Santo Stefano) nel 1700. Una torre si trova attaccata a nord della facciata. Il piano-terra e il primo piano sono a pianta quadrata, il secondo piano ad angoli smussati. La torre è ricoperta da una cupola a falde, sormontata da una lanterna, che sostiene a sua volta una croce.
Le facciate nord e sud sono interrotte da due file di finestre ad arco senza bifore, che danno luce alle navate laterali e alla navata centrale e corrispondono a ciascuna arcata e al coro. Contrafforti concavi sormontati da pinnacoli si elevano dalle navate laterali e separano le aperture della navata. I muri provenienti dai bracci del transetto sono ugualmente interrotti da finestre in altezza, ma i muri nord e sud del transetto sono ciechi.
La copertura della navata principale è a doppio spiovente a forte pendenza con un risvolto. Essa termina al colmo sull'abside e sui bracci del transetto. Le navate laterali hanno un tetto a un solo versante di pendenza più dolce. L'insieme è ricoperto di ardesia. Una torre-lanterna si trova alla crociera del transetto. Una cornice a modiglioni corona l'intero edificio.

### Interno

Pianta dell'edificio e delle volte.

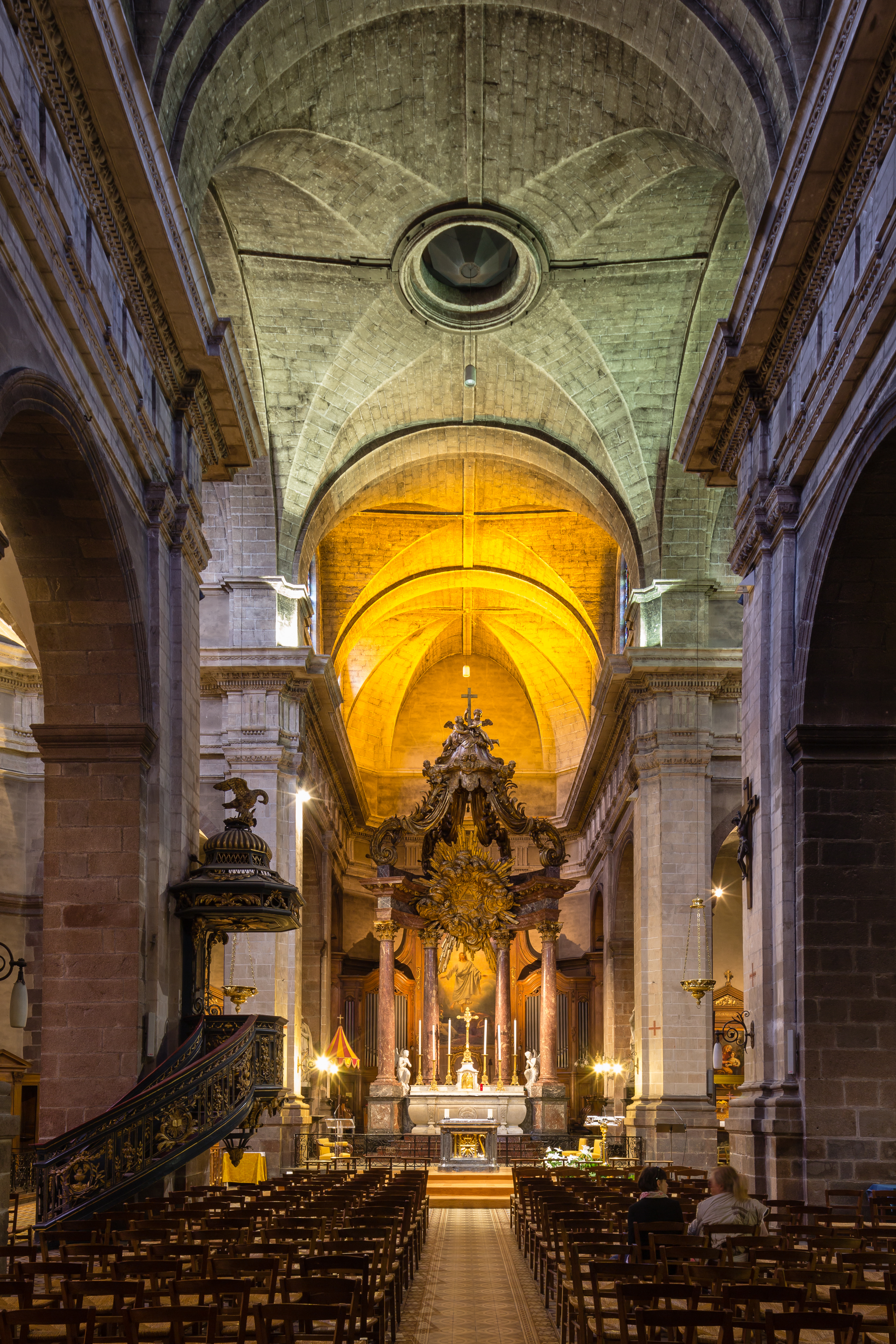
Navata centrale e coro.

La basilica è composta da una navata fiancheggiata da due navate laterali, da un transetto stretto, da un coro corto e da un'abside ad angoli smussati, senza deambulatorio né absidiole. La navata conta tre campate contro una sola per il coro. Le due prime campate della navata laterale nord sono leggermente più profonde. La prima contiene i fonti battesimali, la seconda i confessionali. La seconda campata della navata laterale sud è stata ingrandita all'inizio del XX secolo per accogliere la cappelle di Notre-Dame des Miracles. Le navate laterali comunicano con quella centrale e con il transetto tramite arcate a tutto sesto, sostenute par da pilastri quadrati. Ciascuna facciata di questi pilastri è ornata da un pilastro dorico. La navata laterale sud conta una vetrata a ogni campata. La navata laterale nord ne conta solo due, essendo la prima campata attaccata alla torre. La campata del coro conta una sola vetrata dal lato sud, poiché il muro nord, cieco, è occupato da un trompe-l'œil.
Un fregio a triglifi e gocce sormontato da una cornice a dentelli corre lungo la navata, il transetto e il coro. Essa è direttamente sormontata da grandi vetrate a coppie: una per campata nella navata e nel coro e una per i lati est e ovest di ciascun braccio del transetto.
Le volte, comprese quelle delle navate laterali, sono a crociera senza nervature, con archi doppi tra ciascuna campata. Un oculo sovrasta la crociera del transetto.

#### Altar maggiore, pulpito e fonti battesimali

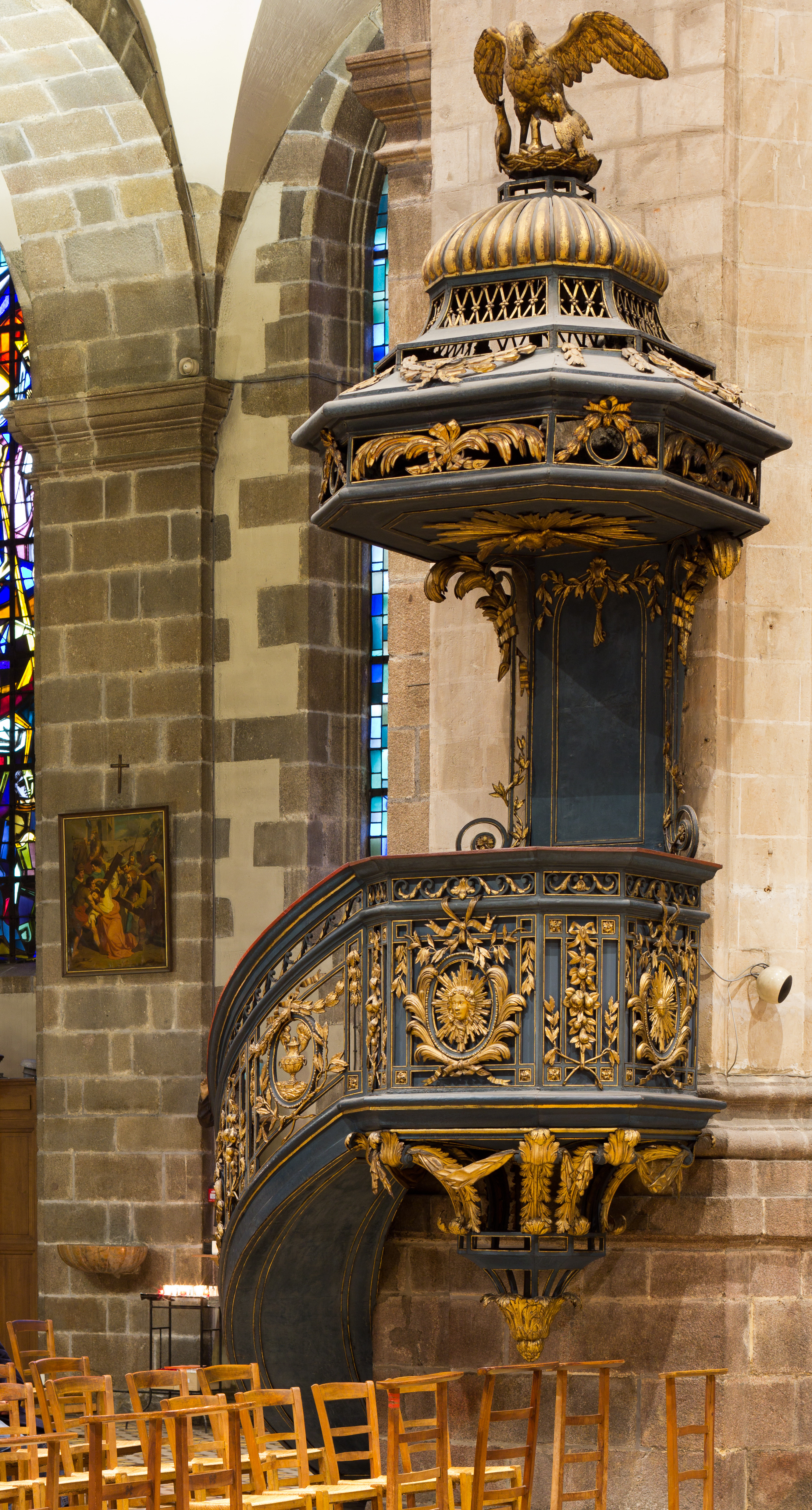
Pulpito in ferro forgiato, attaccato a un pilastro.

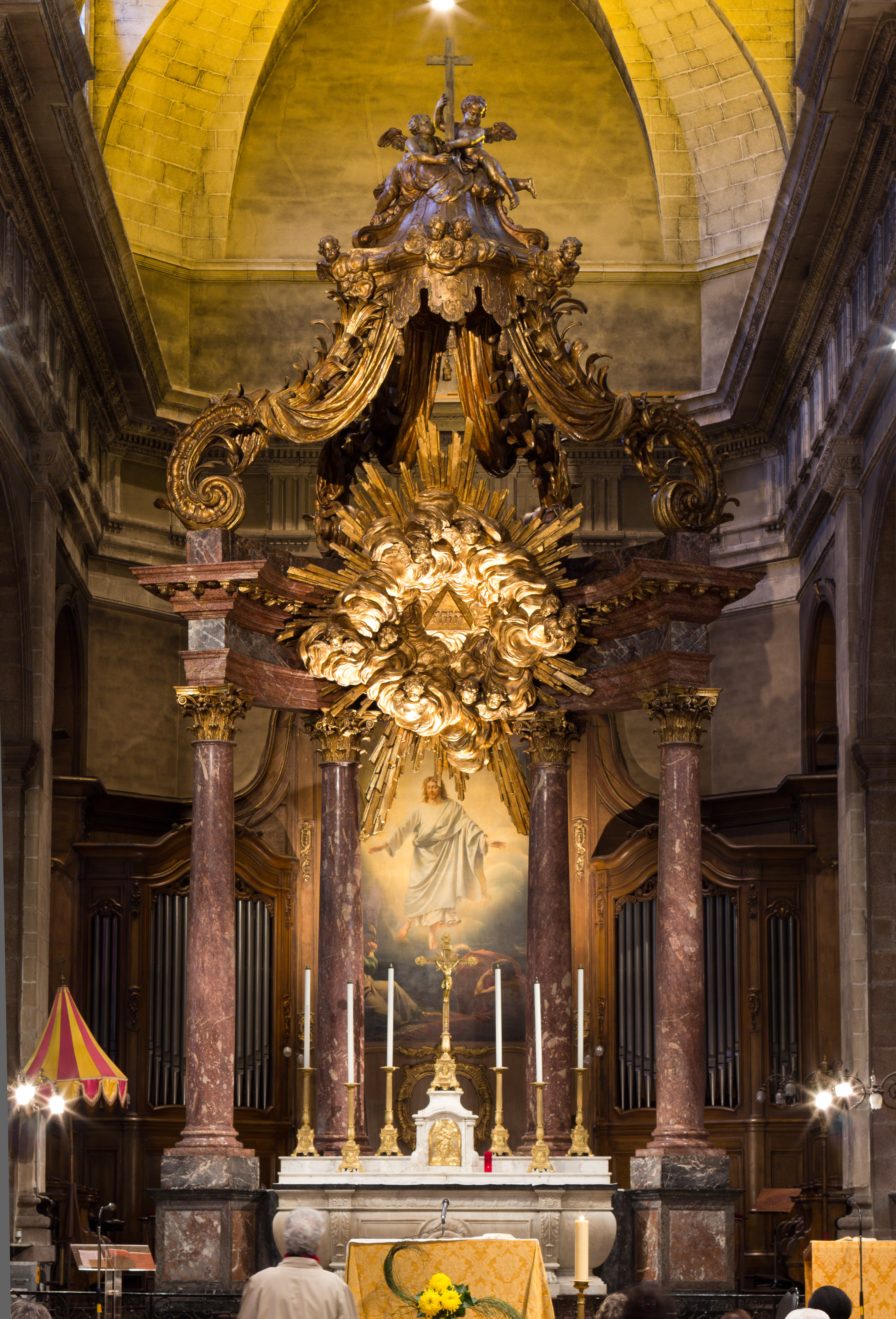
L'altar maggiore con il baldacchino

L'altare maggiore è sormontato da un baldacchino di notevole fattura, realizzato nel 1768 su progetto di Albéric Graapensberger. Quattro colonne corinzie in marmo di Saint-Berthevin sostengono una cornice concava in legno il cui ornamento ricorda il marmo delle colonne. Su questa cornice stanno quattro volute dorate che portano esse stesse una copertura. Una gloria trinitaria in cartongesso dorato occupa il volume centrale, a livello della cornice. Una tela rappresentante la Trasfigurazione di Gesù occupa il fondo dell'abside. Realizzata su misura dal pittore Jean-Bruno Gassies nel 1824, essa si integra nella prospettiva del baldacchino nonostante il suo allontanamento relativo dal coro. L'altar maggiore stesso è posteriore al baldacchino: esso fu realizzato nel 1829 dal marmista François Depincé.
Albéric Graapensberger è anche l'autore dei modelli dei motivi che ornano il pulpito attaccato al pilastro nord-ovest del coro. Questo pulpito in ferro battuto, dipinto o dorato, fu realizzato nel 1781 ad opera del fabbro Jean Guibert. Riccamente decorato, il bacino porta numerosi ornamenti: medaglioni circondati da palme e nastri, cascate di foglie e frutti, volute e ghirlande di alloro. La copertura del pulpito è sormontata da una cupola a baccelli, ornata di foglie di acanto, recante sulla sommità unìaquila dorata.
Jean Guibert realizzò anche, nello stesso periodo, in stile simile, le coperture dei fonti battesimali. 
Dal Natale del 1975, un altare coram populo fu installato nella crociera del transetto, nettamente staccato dal coro. Nel 2011 fu realizzato al suo posto un altare in marmo e acciaio inossidabile, in armonia con il resto dell'arredo. Ogni lato porta il monogramma IHS di fronte alla navata centrale, rimandando così alla dedicazione della basilica, il monogramma di Cristo è circondato dalle lettere α e ω di fronte al coro, « MA » di fronte all'altare di Nostra Signora delle Vittorie, « JPH » di fronte a quello di San Giuseppe. Reliquie di san Melanio sono custodite nella tavola dell'altare. Un nuovo ambone accompagna l'altare.

#### Statua di Nostra Signora dei Miracoli e delle Virtù

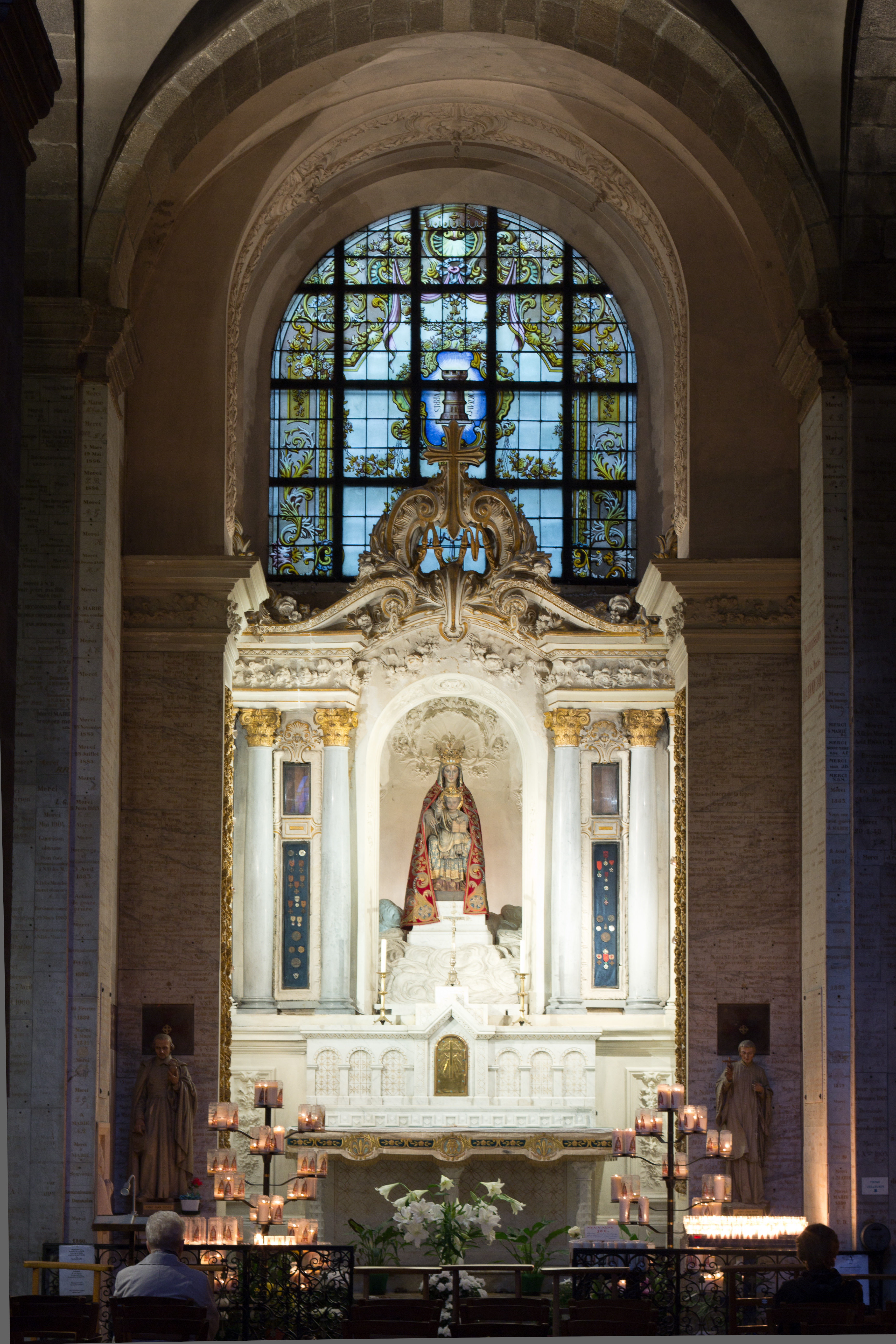
Cappella di Nostra Signora dei Miracoli e delle Virtù.

La Statua di Nostra Signora dei Miracoli e delle Virtù, spesso chiamata solo Nostra Signora dei Miracoli, è una Madonna col Bambino. Essa è citata dal XIV secolo nell'ambito di un miracolo che sarebbe avvenuto durante l'assedio della città. Si tratta di una scultura in legno dipinto. Essa fu ridipinta nel 1445, poi le sue mani furono restaurate nel 1522.
L'incendio del 1720 distrusse la chiesa in corso di ricostruzione, ma risparmiò la statua, che fu trasportata nella cappella degli Agostiniani, fino al suo ritorno a San Salvatore nel 1731.
Nel corso della rivoluzione, quando la chiesa accolse il culto rivoluzionario, la statua fu distrutta. Essa non fu sostituita che nel febbraio del 1876, grazie all'iniziativa e al finanziamento dell'abate Lelièvre.
La nuova statua è opera dello scultore di Rennes Charles-Pierre Goupil, scolpita in legno e pietra in stile neoromanico. Il pittore di Rennes Auguste Louis Jobbé-Duval ne realizzo la decorazione policroma. La statua è posta sul nuovo altare di marmo di stile neoromanico, realizzato da Folliot. Una vetrata realizzata da Lucien-Léopold Lobin le sta di fronte e richiama la scena del miracolo. L'arcivescovo di Rennes, Auguste-René-Marie Dubourg, ottenne l'incoronazione della statua il 25 marzo 1908.. Un retablo rococò fu realizzato nel 1912 da Charles Couasnon, in occasione dell'ingrandimento della cappella, divenuta troppo piccola.
Ecco la descrizione che ne fa il canonico Louis Raison:
L'Enfant Dieu repose sur les genoux de sa Mère. Sa tête est entourée du nimbe circulaire et crucifère. Ses pieds sont nus. Ces deux attributs rappellent sa divinité, suivant les règles de l'iconographie. De la main droite, il bénit, à la manière latine. De la gauche, il soutient un livre grand ouvert sur ses genoux et présentant un texte du Magnificat: Fecit mihi magna qui potens est et sanctum nomen ejus.»
Gesù Bambino siede sulle ginocchia della Madre. La sua testa è circondata da nimbi circolari e crociferi. I suoi piedi sono nudi. Questi due attributi richiamano la divinità, secondo le regole dell'iconografia. Nella mano destra egli benedice alla maniera latina. Con la sinistra sostiene un grande libro aperto sulle sue ginocchia e rappresentante un testo del Magnificat in lingua latina: Fecit mihi magna qui potens est et sanctum nomen ejus»
(Louis Raison, Notre Dame des Miracles et Vertus — Son histoire – Son culte)

#### Altari laterali (immagini)

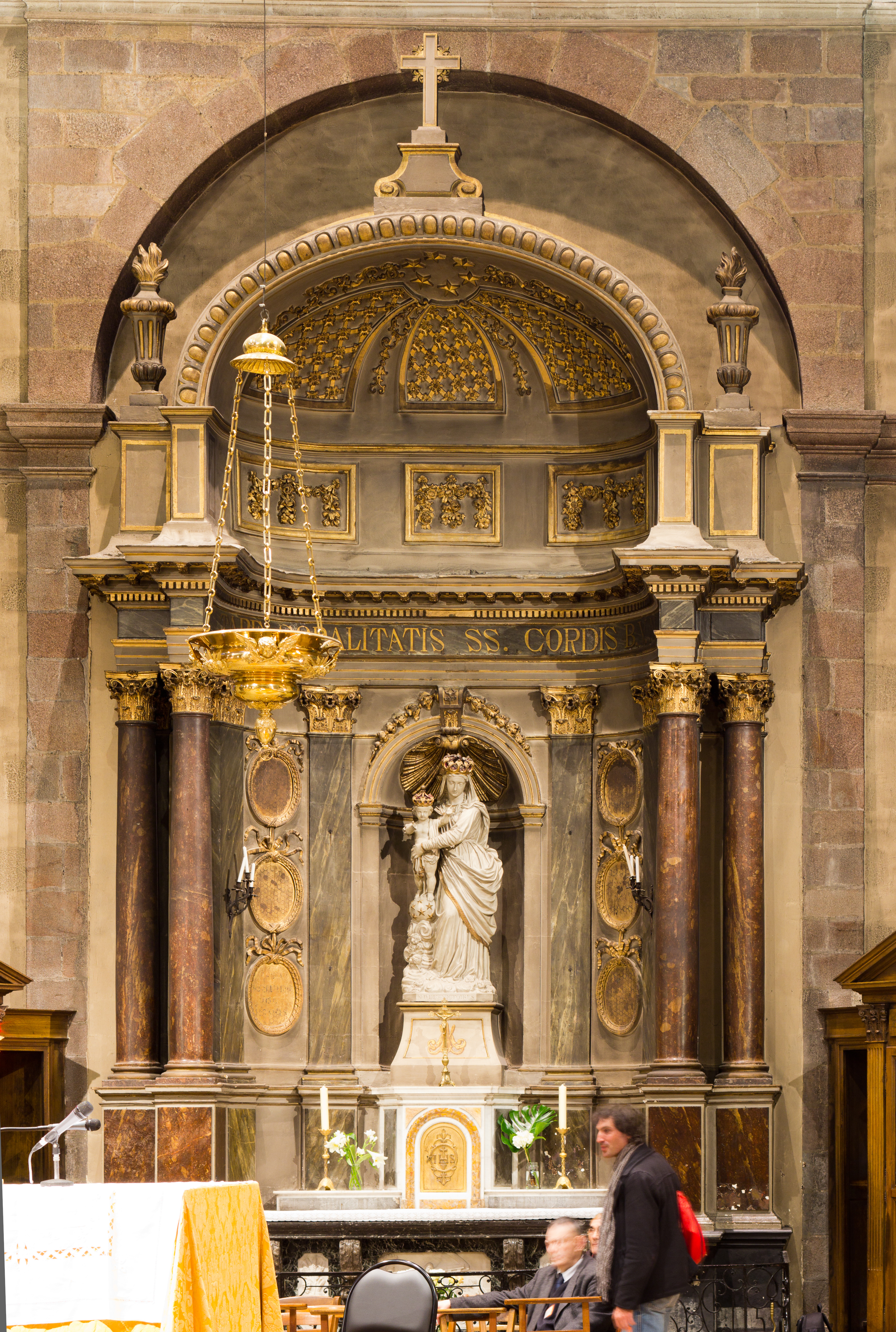
Altare della Vergine
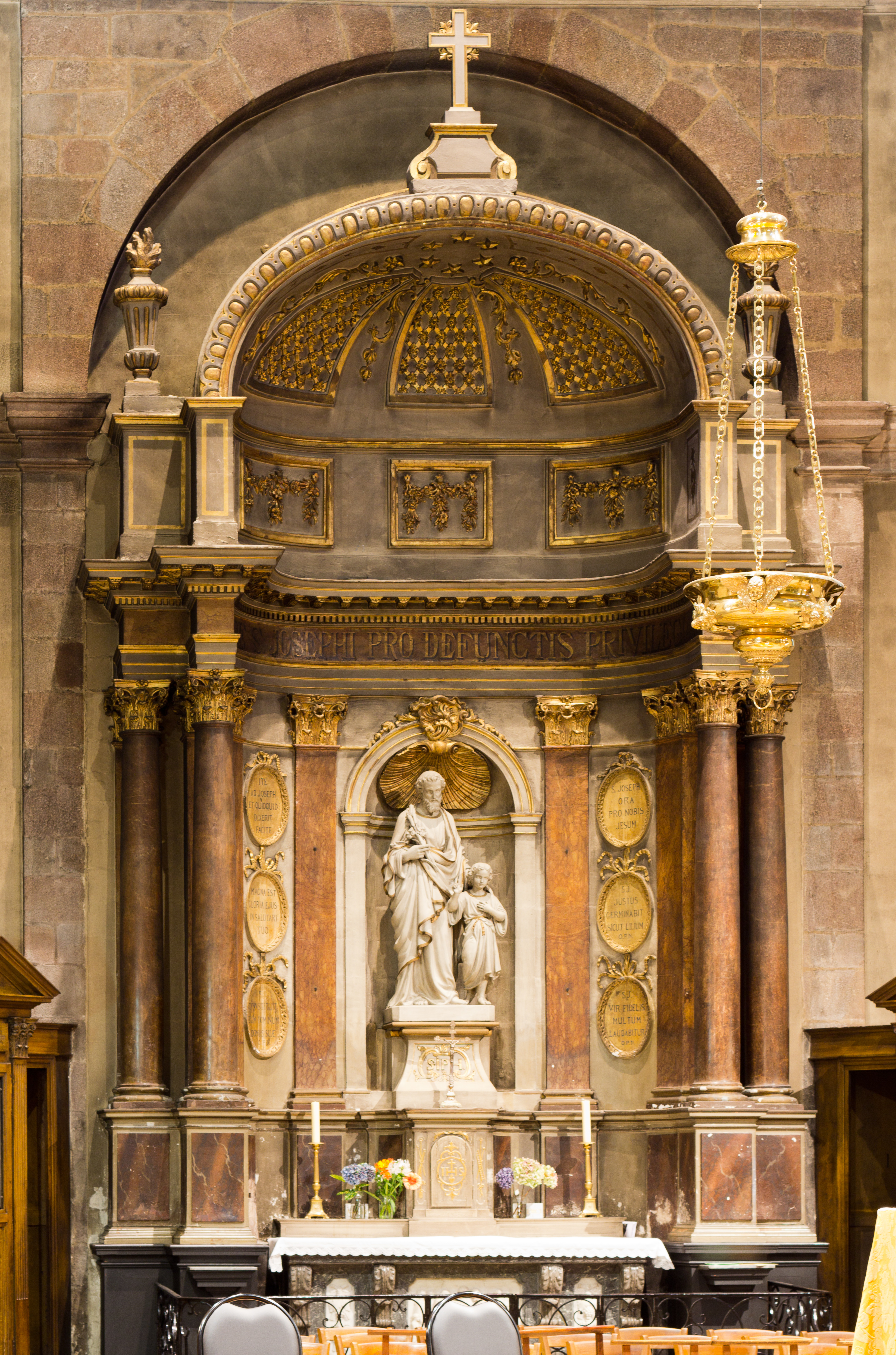
Altare di san Giuseppe
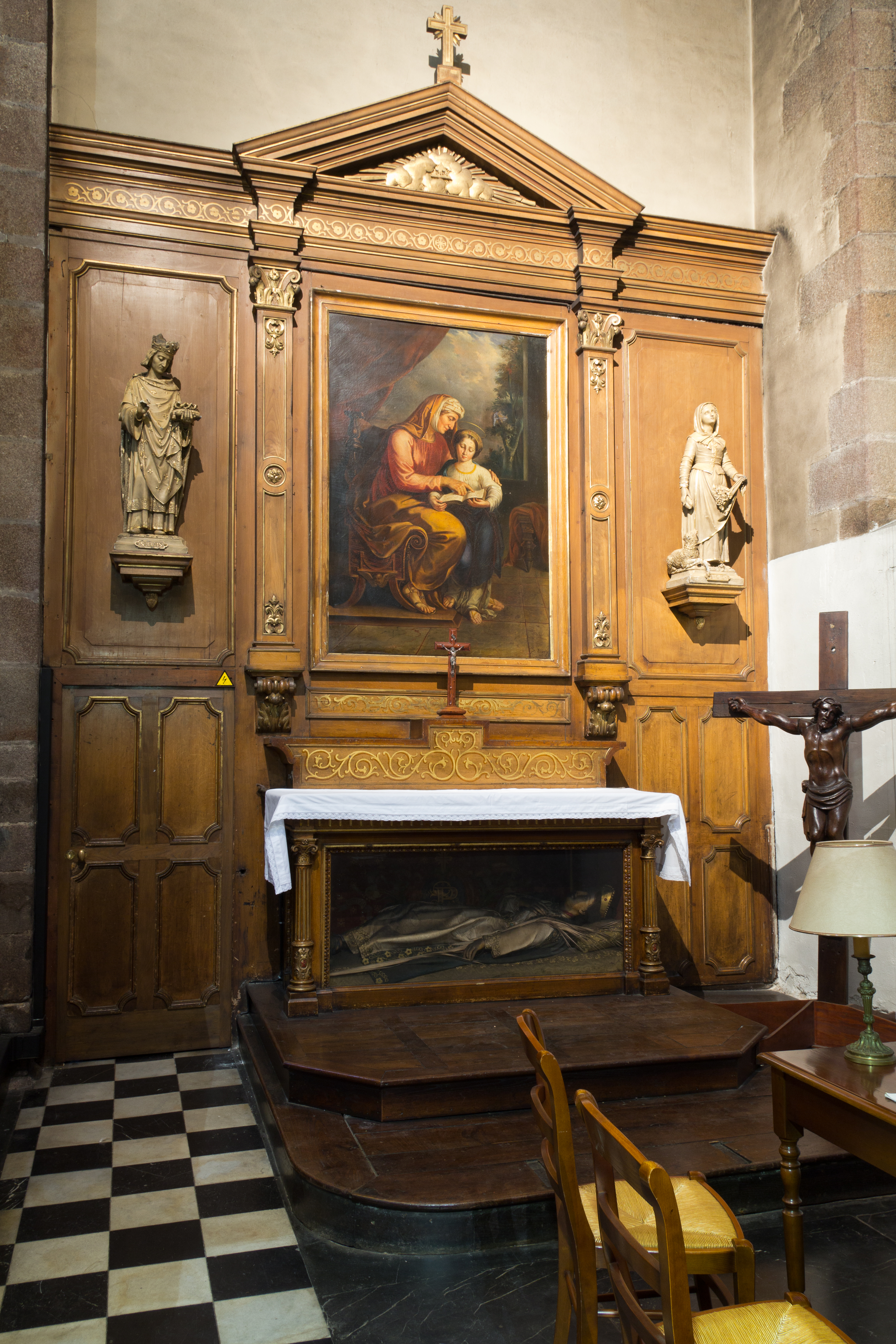
Altare di san Luigi e sant'Anna
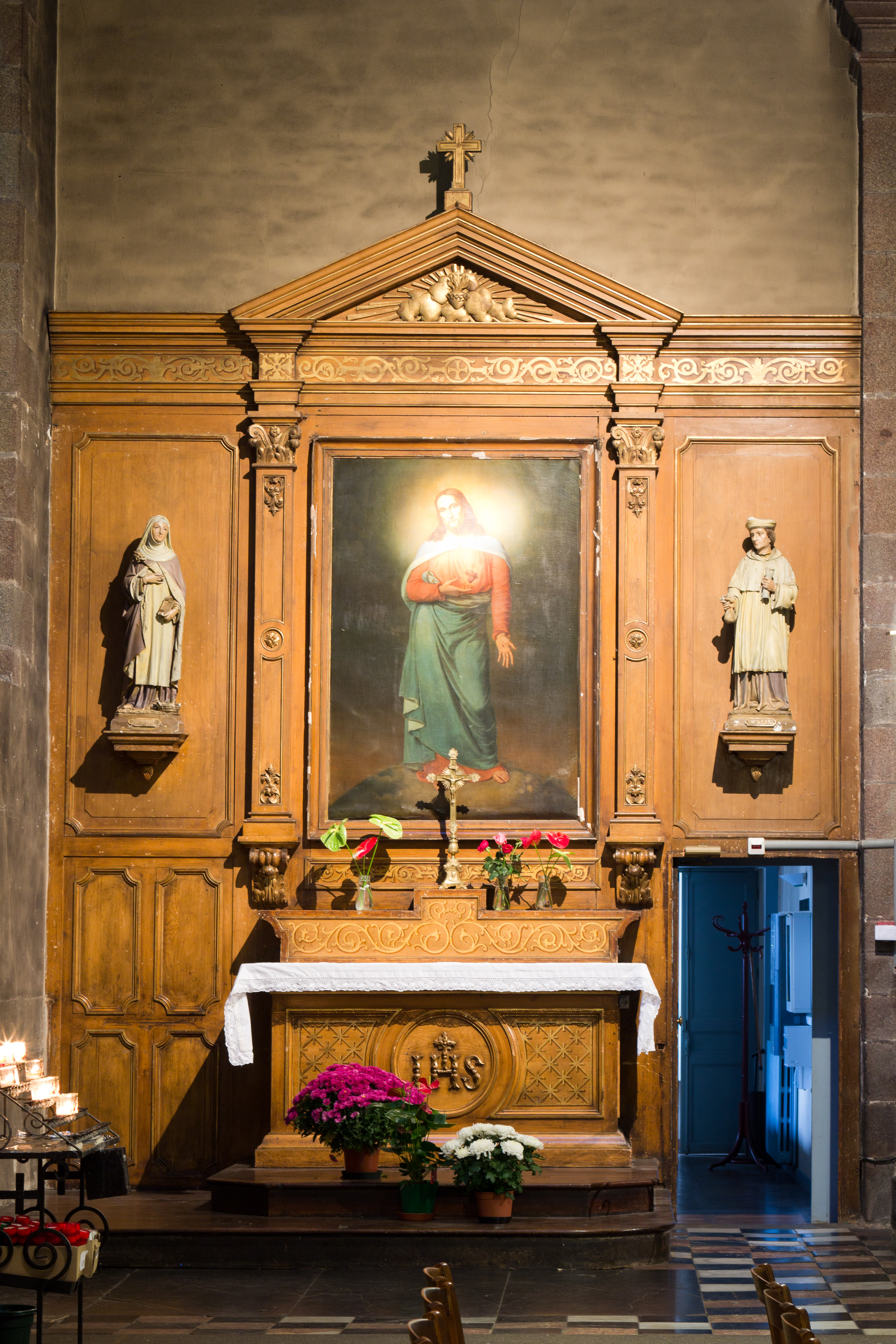
Altare del Sacro Cuore

#### Organi
La chiesa ha due organi:
- L'organo del coro
- L'organo della tribuna

Il primo è formato da due corpi simmetrici posti in obliquo. Fu il primo a trasmissione elettrica installato a Rennes, l'11 marzo 1894. È stato rimaneggiato più volte e la trasmissione elettrica sostituita da una pneumatica..

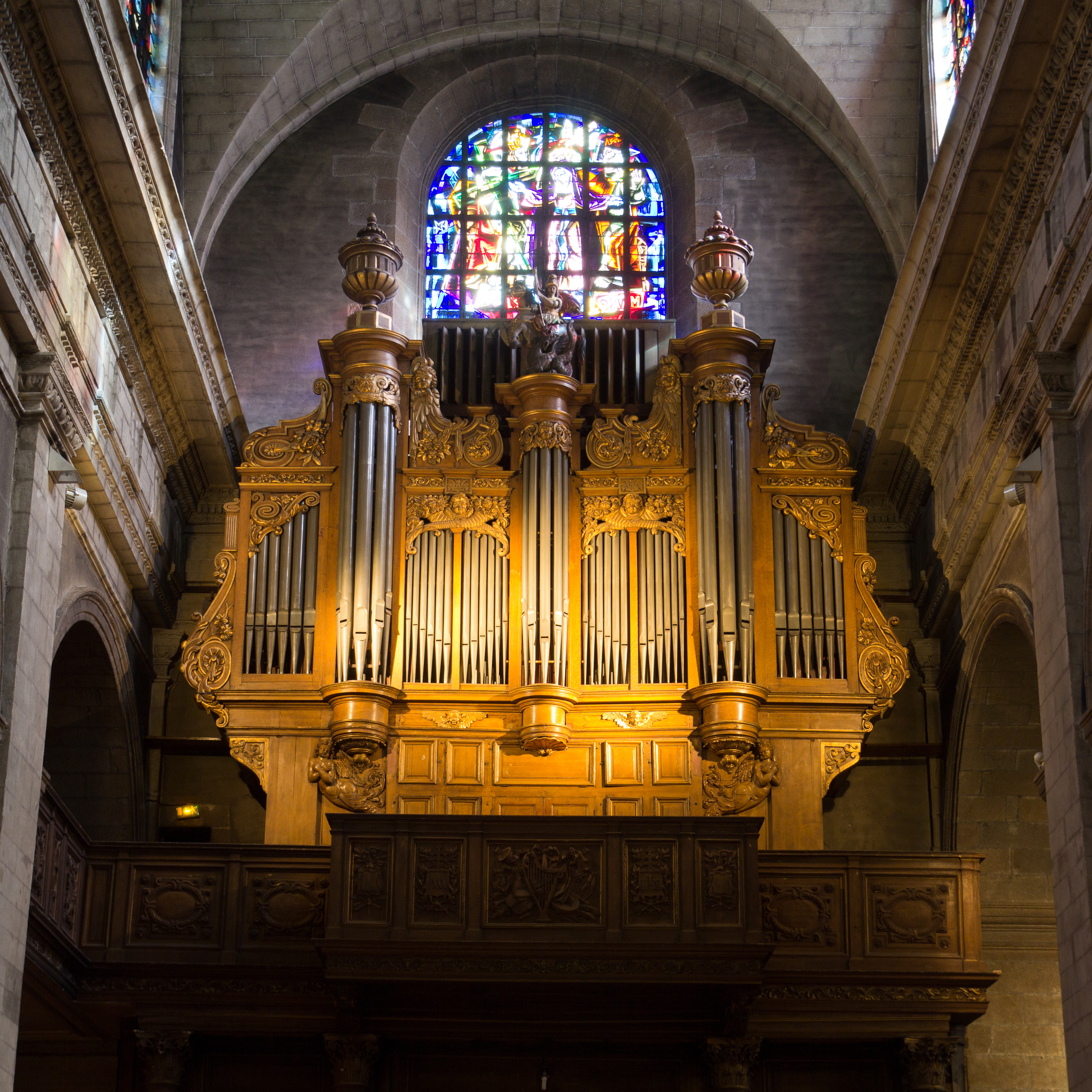
L'organo monumentale nella tribuna.

L'organo della tribuna risale al XVII secolo. 
Il buffet ad ante dipinte è in quercia (parte centrale) e in abete (ali) scolpite in stile Luigi XIV. 
L'organo è stato costruito tra il 1653 e il 1655.
L'organo fu totalmente ricostruito tra il 1865 e il 1866 dalla ditta Merklin-Schütze, con l'aggiunta di due ali al buffet e fu inaugurato il 7 agosto. L'organo fu ancora riparato nel 1906 da Merklin, poi nel 1933 da Victor Gonzalez e la ditta Bossard-Bonnel. Othon Wolf lo modificò nel 1955. Infine, la Direzione regionale degli Affari culturali ne dispose il restauro, effettuato da Lucien Simon tra il 1991 e il 1992. Esso fu ripristinato al suo stato antecedente la ricostruzione di Merklin, con il mantenimento della voce celeste e della macchina pneumatica aggiunta nel tempo
L'organo della tribuna ha alcune sue parti protette a titolo di Monumento storico di Francia.

### Articoli della Società archeologica del dipartimento di Ille-et-Vilaine
- Société archéologique du département d'Ille-et-Vilaine, Procès-verbaux, in Bulletin et mémoires de la Société archéologique du département d’Ille-et-Vilaine, vol. 60, Rennes, 1934. URL consultato il 6 ottobre 2001.
- Alfred Jamaux, Le télégraphe Chappe à Rennes, in Bulletin et mémoires de la Société archéologique du département d'Ille-et-Vilaine, n. 107, 2002, ISSN 0750-1412 (WC · ACNP).